# Série 28 SNCB (Baume-Marpent)
Ne doit pas être confondu avec les locomotives électriques de la Série 28 SNCB (2007) ainsi que les locomotives à vapeur du Type 28 SNCB (1864)
La petite série 28 de la SNCB (anciennement type 120) est une série prototype de 3 locomotives électriques construites à l'initiative de l'industrie ferroviaire Belge afin de concurrencer le matériel en commande à l'étranger (notamment les trois prototypes du type 121 acquis en Suisse).
Lors de la renumérotation générale du matériel de traction en 1971, elles furent renumérotées dans la série 20. 
En 1976, l'arrivée des motrices lourdes de la série 20 impliqua leur renumérotation dans la série 28.
La 2801 a été préservée par l'asbl PFT-TSP.

## Utilisation
Avec leur effectif limité, ces machines affectées au dépôt de Bruxelles eurent de tout temps une affectation spécifique. D'abord utilisées comme banc d'essai, puis comme engins de réserve ou sur la traction de trains de pointe et enfin comme locomotives de manœuvre en région bruxelloise, notamment pour garer les rames dans les faisceaux de Forest ou de Schaerbeek, et pour les ramener à quai, jusqu'à leur retraite en 1996.
À noter que, depuis 2007, la SNCB, et plus spécifiquement B-Cargo réutilise les matricules de la série 28 pour des motrices de type Traxx F140MS louées à Angel Trains.

## Modélisme
La série 28 a été reproduite à l'échelle HO par les artisans Hobby Verborgh et MTE (caisse moulé en résine à monter sur un châssis du commerce) et depuis 2016 par le fabricant Piko.

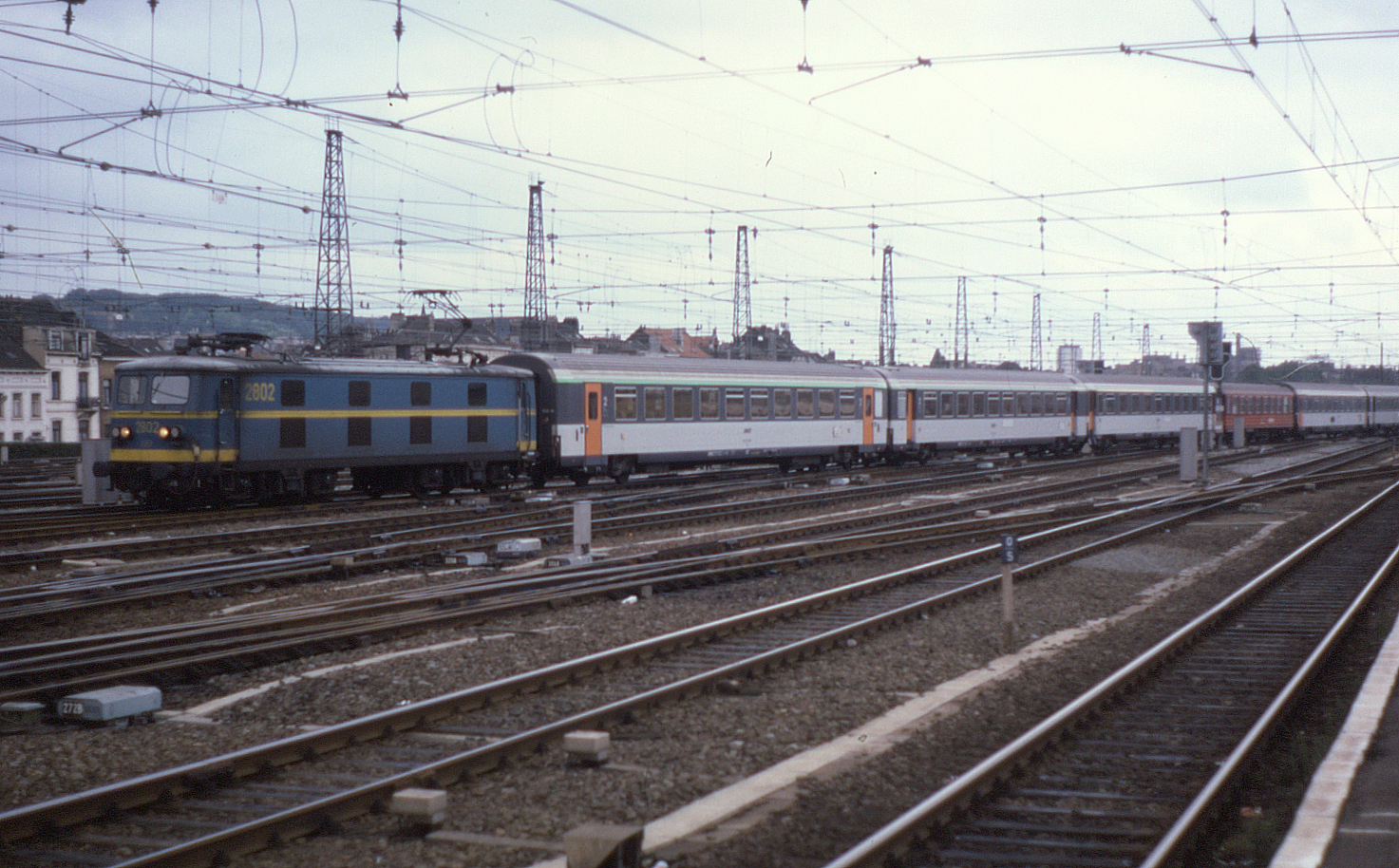
La 2802 acheminant une rame internationale vide depuis Forest-Voitures.